# 藤本智司
藤本 智司（ふじもと さとし）は、日本のギタリスト、翻訳家、脚本家。翻訳家としては主に経済コラムや音楽関係出版物を扱う。早稲田大学政治経済学部卒。

## 来歴
20代当時は別名（Sato Fujimoto）でロック系のギタリストとして活動。日本のみならず、90年代初頭から米国ロサンゼルスにて元ラットのロビン・クロスビー（Robbin Crosby）のバンドへの参加や、L.A.ガンズの元メンバー（クリス・ヴァン・ダール、ジョニー・クリプト）と合流しバンド「Plazmaholix」を結成する等の活動を展開。
それらの活動と並行して現地LAのフランク・ザッパ・ファミリーの面々を中心に多方面でのスタジオ・セッション経験を重ねながらフォアン・クルーシェ（ラットのベーシスト）とバンドの共同プロデュース業を手がける等の活動を展開。
1993年3月頃には現地の知人に紹介されたキャブ・キャロウェイのキャリアを一切認識しないまま交流を深め、キャブにとって生前最後となる予定であったアルバム制作のレコーディングに本人から誘われ参加。しかしプリ・プロダクションの終盤になりキャブの体調悪化により中断。その後、キャブの他界により未完となるもこの時のキャブとの出会いをきっかけにジャズやカリプソ、ラテン音楽への傾倒を深める。
その他、90年代は作家として舞台脚本やアニメ脚本も手がける。

## 人物
神戸市灘区に出生。筒井康隆の子息である画家筒井伸輔とは小学4年から小学6年まで3年続けて同じクラスで過ごした同級生。また日本を代表する世界的ジャズピアニストの小曽根真はその小学校時代の先輩。
90年代の米国MTV全盛期に活躍した看板VJのスティーヴ・アイゼックスや、Big Bad Voodoo Daddyのリーダー：スコッティー・モリスも学生時代の同級生。両名とも長きに渡るハリウッド界隈の盟友でありモリスとは1993年に1作、アイゼックスとは2010年以降から複数の映画音楽を共同制作。
2023年9月現在、闘病の為に一切の活動を休止中。